# Horváth Illés
Horváth Illés (Budapest, 1984. április 5. –) rendező, 2019-től a nyíregyházi Móricz Zsigmond Színház művészeti vezetője, korábban színész. Érdeklik a színházi háttérmunkák, így 2017-ben ötletgazdája volt a Pesti Magyar Színházban a Pesti Kitérő elnevezésű kulturális közösségépítő programsorozatnak.

## Életpályája
A Németvölgyi Általános Iskola tanulója volt. Szülei íratták be Földessy Margit stúdiójába. Kilencévesen a Budapesti Kamaraszínházban megkapta Ruszt József rendezésében Marlowe II. Edwardjában a trónörökös fiának szerepét. A királyt játszó Gálffi László 2014-ben így emlékezett vissza a húsz évvel azelőtti szerepre: „megérkezett a kilencéves kisfiú – úgy hívták, Horváth Illés, ma már színész a Pesti Magyar Színházban –, és megszólalt. Abban a pillanatban minden megváltozott, nem lehetett már úgy játszani, mint előtte. Olyan természetesség jött a gyerekből, hogy nekünk is mindent újra kellett fogalmaznunk.” Több, mint százszor játszották ezt a darabot, mellyel Spanyolországba, Sitgesbe is eljutott. Ezt követően a színház rendszeresen alkalmazta, játszott Az állhatatos hercegben, a Bánk bánban, később az Othelloban, majd Zalaegerszegen – már tizenhat-tizenhét évesen ugyancsak Ruszt József rendezésében – a Philoktétészben. Már ifjú korában is közelébe került a filmnek a Kisváros című televíziós sorozatban.
Színészi pályafutását 2002-ben a Bárka Színház stúdiósaként kezdte. 2003−2006 között a Kaposvári Egyetem Művészeti Főiskolai Karának színész szakán folytatta tanulmányait Babarczy László osztályában. 2006-tól a veszprémi Petőfi Színház, 2007-től a Zalaegerszegi Hevesi Sándor Színház, 2008-tól a Szegedi Nemzeti Színház tagja volt. Játszott továbbá a Pécsi Nemzeti Színház, az Aranytíz Kultúrház, a Művészetek Palotája és a kőszegi Várszínház produkcióiban. 2010-2019 között a Pesti Magyar Színház társulatának tagja volt. Büszke arra, hogy azóta Sinkovits Imre öltözőasztalánál öltözhetett.
2011-ben az Ezerrel című, ifj. Gérard Depardieu és Jean-Marc Fogiel beszélgetéseit tartalmazó hangoskönyvben, a tragikus sorsú, fiatalon elhunyt színésznek kölcsönözte hangját, Sediánszky Nóra rendezésében. Közreműködött a Dirty Flow Club formáció 2014-re elkészült konceptalbumában is.
2016 augusztusában a Zsámbéki Színházi és Művészeti Bázison került bemutatásra első rendezése – koprodukcióban, alkalmi társulattal –, Szálinger Balázs Köztársaság című műve. A hajdani rakétabázis szinte egész területét az előadás színtereként használták, a helyszínen installáció és filmelőzetes is készült. Olyan produkciós partnerek és művészek álltak mellé az esemény létrehozásában a színészek mellett, mint többek – összesen több, mint 64 közreműködő – között Sediánszky Nóra, Koleszár Adél, Báthory Orsolya, Floszmann Attila, Orlai Tibor, Koblicska Örs, a The Four divattervező csapat vagy a Volkova Sisters. A darabot újrarendezést követően 2017 februárjában Budapesten a Trafóban is bemutatták, majd augusztusban ismét a rakétasiló autentikus világában élhető újra. Mindvégig fontos szempont volt, hogy a 21. század globális – és nem lokális – problémáira reflektálva az emberi jellemet helyezze középpontba. Munkáját 2017 júniusában Mátyás Irén-emlékdíjjal ismerték el. 2017-ben így fogalmazott: „…kezdtem más szemmel is látni a dolgokat, szerettem volna új impulzusokat kapni, nem akartam megrekedni, fontos volt, hogy fejlődjek, és hogy feszegessem a határaimat. Így jött a rendezés, ami egy új művészeti ág, egy kiaknázatlan terep számomra.” Még abban az évben elindította a kulturális közösségépítő Pesti Kitérő programsorozatot, aminek nem csak ötletgazdája, hanem állandó közreműködője is lett. A 2019–2020-as évadtól Kirják Róbert ügyvezető igazgató a Móricz Zsigmond Színház művészeti vezetőjének nevezte ki.
Első filmrendezése Odegnál Róberttel közösen a Lélekpark című misztikus thriller. 2021 márciusában forgatják Nyíregyháza több helyszínén, és a tervek szerint a Móricz Zsigmond Színház valamennyi művésze szerepet kap.
Színházi munkái mellett szinkronizál és számos filmben is szerepelt. Többek között 2008-ban együtt játszott főszerepet Bereményi Géza Irodalom című filmjében Törőcsik Marival. Első szinkronszerepét Végh Péter ajánlására kapta Aprics Lászlónál a Halálbiztos diagnózis (Diagnosis Murder) című filmsorozatban. Emellett Engin Akyürek török színész állandó magyar hangja. 2021-ben megrendezhette a Duna Televízió szilveszteri gálaműsorát, ami ismét egy új kihívást jelentett számára.
2016 januárja óta a Drámapedagógiai Nevelést Segítő Alapítvány által működtetett újpesti Őze Lajos Művészeti Iskola színészmesterség tanára, 2016-ban pedig a drámajáték- és színjátszás-kommunikációs képzés középiskolás csoportjának vezetője volt – az alapítvány képviseletét ellátó kuratóriumi elnök, Katona Zsuzsa hívására.
Felesége László Lili színésznő, gyermekük 2020-ban született.

## Díjai
- 2009 Szegedi Tudományegyetem közönségdíja
- 2011 Főnix díj férfi mellékszereplő (Osztrigás Mici, De Valmonté herceg)[30]
- 2013 Főnix díj férfi főszereplő[31]
- 2014 Főnix díj közönségdíj[32]
- 2015 Főnix díj férfi főszereplő[33]
- 2017 Mátyás Irén-emlékdíj (a 2016-os évad díjazottja a Köztársaság rendezéséért)[17]
- 2017 Selmeczi Roland Tálentum díj – 1. Szinkronikum-gála[34]

## Rendezései
Színház
- Szálinger Balázs: Köztársaság (a Köztársulás és a Zsámbéki Színházi Bázis koprodukciója, 2016)[9][35]
- Znajkay Zsófia: Rendezői változat (felolvasószínház a Nyílt Fórum keretein belül, Pécsi Országos Színházi Találkozó, 2017)[36]
- Lőrinczy Attila: Balta a fejbe (Pesti Magyar Színház, 2018)[37]
- Maurice Hennequin(wd), Pierre Veber(wd), Farkas Jenő, Horváth Illés, Horváth János Antal: Folytassa, Cicero! avagy Botrány a törvényszéken (Pesti Magyar Színház, 2018)[38][39]
- William Shakespeare, Kállay Géza, Horváth János Antal: Macbeth (Móricz Zsigmond Színház, 2018)[40][41]
- Andrzej Saramonowicz: Tesztoszteron „zenés macsózás” (Jászai Mari Színház, 2019/2020)[42]
- Horváth János Antal, Deres Péter, Horváth Illés: Holnapelőtt (Európai Színházi Konvenció – Ifjú Európa III. projekt, munkacím: W.H.O., Pesti Magyar Színház, 2019)[43][44]
- Alexandre Dumas, Jean-Paul Sartre: Kean, a színész (Csiky Gergely Színház, 2020.)[45]
- Georges Feydeau: Bolha a fülbe (Komáromi Jókai Színház, 2019/2020)[46]
- A Fellini-film alapján Cy Coleman, Dorothy Fields, Neil Simon: Édes Charity (nyíregyházi Rózsakert Szabadtéri Színpad/Móricz Zsigmond Színház, 2020/2021)[47][48]
- Jókai Mór, A cigánybáró  című regényéből készült film alapján: Szaffi (Móricz Zsigmond Színház, 2020)[49]
- Göttinger Pál: Manőver (kőszegi Jurisics-vár Művelődési Központ és Várszínház, 2021)[50]
- Heinrich von Kleist, Tasnádi István: Közellenség (Móricz Zsigmond Színház, Krúdy Kamaraszínpad, 2021)[51]
- Danny Rubin, Tim Minchin: Idétlen időkig (Groundhog Day, ősbemutató, Móricz Zsigmond Színház, 2021)[52]
- Fejes Endre, Presser Gábor: Jó estét nyár, jó estét szerelem(wd) (Móricz Zsigmond Színház, 2022)[53]
- Henry Lewis, Jonathan Sayer, Henry Shields: Ma este megbukunk (Móricz Zsigmond Színház, 2022)[54]
- Anders Thomas Jensen: Ádám almái (Csiky Gergely Színház, 2022)[55]
- Terrence McNally, Marc Shairman, Scott Wittman, Marc Shaiman, Zöldi Gergely: Kapj el, ha tudsz! (musical, Móricz Zsigmond Színház, 2023)[56]
- Carlo Collodi, Sediánszky Nóra, Horváth Illés: Pinokkió (Bartók Színház, 2023)[57]
- Marc Norman, Tom Stoppard, Lee Hall: Szerelmes Shakespeare (Szegedi Nemzeti Színház, 2023)[58]
- Moliére, Sediánszky Nóra, Horváth Illés, Petri György: Don Juan (Móricz Zsigmond Színház, 2024)[59]
- Terry Johnson, Upor László: Hisztéria (Thália színház, 2024)[60]

Televízió és film
- Lélekpark (Odegnál Róberttel, misztikus thriller, 2021)[23]
- Duna Televízió szilveszteri gálaműsor (2021/2022)[25]

## Színházi szerepei
| \| Szerző \| A darab címe \| Bemutató dátuma \| S z í n h á z \| Játszott szerep \| \| --------------------------------------------------------------------------------------------------------------------------------------------------------- \| --------------------------------------- \| --------------- \| ---------------------------------------------------- \| ------------------------------------------------------------------------------ \| \| Christopher Marlowe \| II. Edward angol király \| 1993. \| Budapesti Kamaraszínház \| \| \| Heinrich von Kleist \| A Schroffenstein család avagy a Bosszú \| 1994. \| Budapesti Kamaraszínház \| \| \| Pedro Calderón de la Barca \| Az állhatatos herceg \| 1995. \| Budapesti Kamaraszínház \| \| \| Katona József \| Bánk bán '96 \| 1996. \| Budapesti Kamaraszínház \| \| \| Tennessee Williams \| A vágy villamosa \| 1999. \| Budapesti Kamaraszínház \| Fiatalember \| \| Szophoklész \| Philoktétész \| 2000. \| Hevesi Sándor Színház \| Neoptolemosz \| \| William Shakespeare \| Macbeth \| 2001. \| Budapesti Kamaraszínház Tivoli \| Fleance \| \| William Shakespeare \| Titus Andronicus \| 2001. \| Budapesti Kamaraszínház Shure Stúdió \| Martius \| \| Molnár Ferenc \| A Pál utcai fiúk \| 2002. \| Bárka Színház Orczy kert \| Áts Feri \| \| Tadeusz Slobodzianek \| Ilja próféta \| 2002. \| Bárka Színház \| \| \| Anton Pavlovics Csehov \| Három nővér \| 2003. \| Bárka Színház Vívóterem \| \| \| Paul Foster \| I. Erzsébet \| 2006. \| Csiky Gergely Színház \| \| \| William Shakespeare \| Vízkereszt, vagy bánom is én \| 2006. \| Pécsi Nemzeti Színház \| Sebastian \| \| Szép Ernő, Galambos Péter \| Ádámcsutka \| 2006. \| Veszprémi Petőfi Színház \| Gyulus \| \| Harold Pinter \| A gondnok \| 2007. \| Veszprémi Petőfi Színház \| Mick \| \| Alekszandr Nyikolajevics Osztrovszkij \| Vihar \| 2007. \| Veszprémi Petőfi Színház \| Vanya \| \| Barnák László, Deme László \| Hal a zacskóban \| 2009. \| Szegedi Nemzeti Színház \| Srác \| \| William Shakespeare \| A makrancos hölgy \| 2009. \| Kőszegi Várszínház \| Lucentio (átöltözve: Cambio) \| \| William Shakespeare \| A tévedések komédiája \| 2009. \| Szegedi Nemzeti Színház \| Angelo hitelezője \| \| Balázs Béla (filmforgatókönyv), Böhm György Korcsmáros György, Horváth Péter \| Valahol Európában \| 2007. \| Hevesi Sándor Színház \| Ficsúr \| \| Dobozy Imre, Vajda Anikó, Vajda Katalin \| Villa Negra \| 2007. \| Hevesi Sándor Színház \| Diák \| \| Tasnádi István \| Tranzit \| 2008. \| Hevesi Sándor Színház \| Steward1. \| \| Niccolò Machiavelli \| Mandragóra \| 2008. \| Szegedi Nemzeti Színház Kisszínház \| Callimaco \| \| Victor Hugo \| Királyasszony lovagja (Ruy Blas) \| 2009. \| Szegedi Nemzeti Színház \| Don César de Bazan \| \| Vörösmarty Mihály \| Csongor és Tünde \| 2009. \| Szegedi Nemzeti Színház \| Csongor \| \| Visky András \| Megöltem az anyámat (tirami su) \| 2010. \| Aranytíz - Tolnay Klári Színpad \| Csipesz \| \| Katona József \| Jeruzsálem pusztulása \| 2010. \| Budapesti Kamaraszínház Shure Stúdió \| Titus Vespasianus \| \| Molnár Ferenc \| Liliom - egy csirkefogó élete és halála \| 2010. \| Szegedi Nemzeti Színház \| Ficsúr \| \| John Ford \| Kár, hogy kurva \| 2010. \| Pesti Magyar Színház Sinkovits Imre Színpad \| Soranzo, főnemes \| \| Ifj. Alexandre Dumas \| A kaméliás hölgy \| 2010. \| Pesti Magyar Színház \| Gaston \| \| Georges Feydeau \| Osztrigás Mici \| 2011. \| Pesti Magyar Színház \| De Valmonté herceg \| \| Friedrich Schiller \| Haramiák \| 2011. \| Szegedi Nemzeti Színház \| Károly, Maximilian von Moornak fia \| \| Berg Judit \| Rumini \| 2011. \| Pesti Magyar Színház \| Rumini, hajósinas a Szélkirálynőn \| \| Sławomir Mrożek \| Sławomir Mrożek nyomdokaiban...Próféták \| 2012. \| KoMa Társulat \| Régens, aki nem parancsol \| \| William Shakespeare \| Athéni Timon \| 2012. \| KoMa Társulat Jurányi Inkubátorház \| Apemantus \| \| Örkény István \| Sötét galamb \| 2013. \| Veszprémi Petőfi Színház Latinovits-Bujtor Játékszín \| Öreg ember; Guszti, Lujzi öccse; I. munkás \| \| Füst Milán \| Catullus \| 2013. \| Pesti Magyar Színház Sinkovits Imre Színpad \| Catullus \| \| Kosztolányi Dezső, Réczei Tamás \| Nero, a véres költő \| 2013. \| Magyar Színház \| Nero \| \| Szerb Antal, Forgách András \| Holdvilág és utasa \| 2013. \| Vasfüggöny mögötti játéktér \| Ervin \| \| Heinrich von Kleist, Tasnádi István \| Közellenség \| 2013. \| Magyar Színház \| Vencel; Nagelschmidt \| \| Pierre Barillet, Jean-Pierre Grédy \| A kaktusz virága \| 2013. \| Budaörsi Latinovits Színház \| Igor, Antonia szomszédja \| \| Alekszandr Szergejevics Puskin, Almási-Tóth András \| R&L, avagy a mágusok birodalma \| 2013. \| Budaörsi Latinovits Színház \| Ad (Farlaf) \| \| Karinthy Frigyes, Laboda Kornél \| Utazás a koponyám körül \| 2014. \| Magyar Színház Sinkovits Imre Színpad \| Énke; Spikey; Agylepény; Gyula1; Ősember \| \| William Shakespeare \| Romeo és Júlia \| 2014. \| Magyar Színház Sinkovits Imre Színpad \| Romeo \| \| William Shakespeare, Kállay Géza \| Macbeth \| 2014. \| Magyar Színház \| Malcolm Duncan idősebbik fia, később Cumberland Hercege, később Skócia királya \| \| Nick Dear, Mary Shelley, Peter Handke, Jakob Wassermann, Martin Františák, Pilinszky János \| Frankenstein \| 2014. \| Magyar Színház \| A kreatúra \| \| Egressy Zoltán \| Halál Hotel \| 2015. \| Óbudai Társaskör \| Fiatal fiú \| \| Arnold Wesker, Lőrinczy Attila \| A konyha \| 2015. \| Magyar Színház \| Dimitri \| \| Carlo Goldoni, Török Tamara \| Chioggiai csetepaté \| 2015. \| Magyar Színház \| Beppe (Giuseppe), fiatalember, Toni öccse \| \| I.A.L. Diamond, Robert Thoeren, Peter Stone, Billy Wilder, Bátki Mihály (fordító), Miklós Tibor (versfordító), Jule Styne, Bob Merrill, Topolcsányi Laura \| Van, aki forrón szereti \| 2016. \| Magyar Színház \| Bienstock \| \| Benjamin Britten, Henry Purcell \| Álmatlan éjszakák \| 2011. \| Zeneakadémia operaszakos hallgatói - Ódry Színpad \| Puck \| \| Dobozy Imre \| A tizedes meg a többiek \| 2016. \| Magyar Színház \| Szijártó \| \| Eugene O’Neill, Vas István \| Utazás az éjszakába \| 2017. \| Pesti Magyar Színház - Kamaraszínpad \| Edmund Tyrone \| \| Jon Fosse, Deres Péter \| Alvás \| 2017. \| Pesti Magyar Színház - Vasfüggöny mögötti játéktér \| A második fiatal férfi \| \| James Goldman \| Az oroszlán télen \| 2017.[62] \| Belvárosi Színház \| Fülöp, francia király \| \| Friedrich Schiller \| Don Carlos \| 2018. \| Móricz Zsigmond Színház \| Don Carlos \| \| Dušan Kovačević \| A maratonfutók tiszteletkört futnak \| 2019.[63] \| Pesti Magyar Színház \| Piton Billy, a Topálovity család házi és üzleti barátja \| \| Dan Gordon \| Becéző szavak \| 2019.[64] \| Szentendrei Teátrum és Orlai Produkciós Iroda \| \| \| \| \| \| \| \| |                                         |                 |                                                      |                                                                                |
| Szerző | A darab címe                            | Bemutató dátuma | S z í n h á z                                        | Játszott szerep                                                                |
| Christopher Marlowe | II. Edward angol király                 | 1993.           | Budapesti Kamaraszínház                              |                                                                                |
| Heinrich von Kleist | A Schroffenstein család avagy a Bosszú  | 1994.           | Budapesti Kamaraszínház                              |                                                                                |
| Pedro Calderón de la Barca | Az állhatatos herceg                    | 1995.           | Budapesti Kamaraszínház                              |                                                                                |
| Katona József | Bánk bán '96                            | 1996.           | Budapesti Kamaraszínház                              |                                                                                |
| Tennessee Williams | A vágy villamosa                        | 1999.           | Budapesti Kamaraszínház                              | Fiatalember                                                                    |
| Szophoklész | Philoktétész                            | 2000.           | Hevesi Sándor Színház                                | Neoptolemosz                                                                   |
| William Shakespeare | Macbeth                                 | 2001.           | Budapesti Kamaraszínház Tivoli                       | Fleance                                                                        |
| William Shakespeare | Titus Andronicus                        | 2001.           | Budapesti Kamaraszínház Shure Stúdió                 | Martius                                                                        |
| Molnár Ferenc | A Pál utcai fiúk                        | 2002.           | Bárka Színház Orczy kert                             | Áts Feri                                                                       |
| Tadeusz Slobodzianek | Ilja próféta                            | 2002.           | Bárka Színház                                        |                                                                                |
| Anton Pavlovics Csehov | Három nővér                             | 2003.           | Bárka Színház Vívóterem                              |                                                                                |
| Paul Foster | I. Erzsébet                             | 2006.           | Csiky Gergely Színház                                |                                                                                |
| William Shakespeare | Vízkereszt, vagy bánom is én            | 2006.           | Pécsi Nemzeti Színház                                | Sebastian                                                                      |
| Szép Ernő, Galambos Péter | Ádámcsutka                              | 2006.           | Veszprémi Petőfi Színház                             | Gyulus                                                                         |
| Harold Pinter | A gondnok                               | 2007.           | Veszprémi Petőfi Színház                             | Mick                                                                           |
| Alekszandr Nyikolajevics Osztrovszkij | Vihar                                   | 2007.           | Veszprémi Petőfi Színház                             | Vanya                                                                          |
| Barnák László, Deme László | Hal a zacskóban                         | 2009.           | Szegedi Nemzeti Színház                              | Srác                                                                           |
| William Shakespeare | A makrancos hölgy                       | 2009.           | Kőszegi Várszínház                                   | Lucentio (átöltözve: Cambio)                                                   |
| William Shakespeare | A tévedések komédiája                   | 2009.           | Szegedi Nemzeti Színház                              | Angelo hitelezője                                                              |
| Balázs Béla (filmforgatókönyv), Böhm György Korcsmáros György, Horváth Péter | Valahol Európában                       | 2007.           | Hevesi Sándor Színház                                | Ficsúr                                                                         |
| Dobozy Imre, Vajda Anikó, Vajda Katalin | Villa Negra                             | 2007.           | Hevesi Sándor Színház                                | Diák                                                                           |
| Tasnádi István | Tranzit                                 | 2008.           | Hevesi Sándor Színház                                | Steward1.                                                                      |
| Niccolò Machiavelli | Mandragóra                              | 2008.           | Szegedi Nemzeti Színház Kisszínház                   | Callimaco                                                                      |
| Victor Hugo | Királyasszony lovagja (Ruy Blas)        | 2009.           | Szegedi Nemzeti Színház                              | Don César de Bazan                                                             |
| Vörösmarty Mihály | Csongor és Tünde                        | 2009.           | Szegedi Nemzeti Színház                              | Csongor                                                                        |
| Visky András | Megöltem az anyámat (tirami su)         | 2010.           | Aranytíz - Tolnay Klári Színpad                      | Csipesz                                                                        |
| Katona József | Jeruzsálem pusztulása                   | 2010.           | Budapesti Kamaraszínház Shure Stúdió                 | Titus Vespasianus                                                              |
| Molnár Ferenc | Liliom - egy csirkefogó élete és halála | 2010.           | Szegedi Nemzeti Színház                              | Ficsúr                                                                         |
| John Ford | Kár, hogy kurva                         | 2010.           | Pesti Magyar Színház Sinkovits Imre Színpad          | Soranzo, főnemes                                                               |
| Ifj. Alexandre Dumas | A kaméliás hölgy                        | 2010.           | Pesti Magyar Színház                                 | Gaston                                                                         |
| Georges Feydeau | Osztrigás Mici                          | 2011.           | Pesti Magyar Színház                                 | De Valmonté herceg                                                             |
| Friedrich Schiller | Haramiák                                | 2011.           | Szegedi Nemzeti Színház                              | Károly, Maximilian von Moornak fia                                             |
| Berg Judit | Rumini                                  | 2011.           | Pesti Magyar Színház                                 | Rumini, hajósinas a Szélkirálynőn                                              |
| Sławomir Mrożek | Sławomir Mrożek nyomdokaiban...Próféták | 2012.           | KoMa Társulat                                        | Régens, aki nem parancsol                                                      |
| William Shakespeare | Athéni Timon                            | 2012.           | KoMa Társulat Jurányi Inkubátorház                   | Apemantus                                                                      |
| Örkény István | Sötét galamb                            | 2013.           | Veszprémi Petőfi Színház Latinovits-Bujtor Játékszín | Öreg ember; Guszti, Lujzi öccse; I. munkás                                     |
| Füst Milán | Catullus                                | 2013.           | Pesti Magyar Színház Sinkovits Imre Színpad          | Catullus                                                                       |
| Kosztolányi Dezső, Réczei Tamás | Nero, a véres költő                     | 2013.           | Magyar Színház                                       | Nero                                                                           |
| Szerb Antal, Forgách András | Holdvilág és utasa                      | 2013.           | Vasfüggöny mögötti játéktér                          | Ervin                                                                          |
| Heinrich von Kleist, Tasnádi István | Közellenség                             | 2013.           | Magyar Színház                                       | Vencel; Nagelschmidt                                                           |
| Pierre Barillet, Jean-Pierre Grédy | A kaktusz virága                        | 2013.           | Budaörsi Latinovits Színház                          | Igor, Antonia szomszédja                                                       |
| Alekszandr Szergejevics Puskin, Almási-Tóth András | R&L, avagy a mágusok birodalma          | 2013.           | Budaörsi Latinovits Színház                          | Ad (Farlaf)                                                                    |
| Karinthy Frigyes, Laboda Kornél | Utazás a koponyám körül                 | 2014.           | Magyar Színház Sinkovits Imre Színpad                | Énke; Spikey; Agylepény; Gyula1; Ősember                                       |
| William Shakespeare | Romeo és Júlia                          | 2014.           | Magyar Színház Sinkovits Imre Színpad                | Romeo                                                                          |
| William Shakespeare, Kállay Géza | Macbeth                                 | 2014.           | Magyar Színház                                       | Malcolm Duncan idősebbik fia, később Cumberland Hercege, később Skócia királya |
| Nick Dear, Mary Shelley, Peter Handke, Jakob Wassermann, Martin Františák, Pilinszky János | Frankenstein                            | 2014.           | Magyar Színház                                       | A kreatúra                                                                     |
| Egressy Zoltán | Halál Hotel                             | 2015.           | Óbudai Társaskör                                     | Fiatal fiú                                                                     |
| Arnold Wesker, Lőrinczy Attila | A konyha                                | 2015.           | Magyar Színház                                       | Dimitri                                                                        |
| Carlo Goldoni, Török Tamara | Chioggiai csetepaté                     | 2015.           | Magyar Színház                                       | Beppe (Giuseppe), fiatalember, Toni öccse                                      |
| I.A.L. Diamond, Robert Thoeren, Peter Stone, Billy Wilder, Bátki Mihály (fordító), Miklós Tibor (versfordító), Jule Styne, Bob Merrill, Topolcsányi Laura | Van, aki forrón szereti                 | 2016.           | Magyar Színház                                       | Bienstock                                                                      |
| Benjamin Britten, Henry Purcell | Álmatlan éjszakák                       | 2011.           | Zeneakadémia operaszakos hallgatói - Ódry Színpad    | Puck                                                                           |
| Dobozy Imre | A tizedes meg a többiek                 | 2016.           | Magyar Színház                                       | Szijártó                                                                       |
| Eugene O’Neill, Vas István | Utazás az éjszakába                     | 2017.           | Pesti Magyar Színház - Kamaraszínpad                 | Edmund Tyrone                                                                  |
| Jon Fosse, Deres Péter | Alvás                                   | 2017.           | Pesti Magyar Színház - Vasfüggöny mögötti játéktér   | A második fiatal férfi                                                         |
| James Goldman | Az oroszlán télen                       | 2017.           | Belvárosi Színház                                    | Fülöp, francia király                                                          |
| Friedrich Schiller | Don Carlos                              | 2018.           | Móricz Zsigmond Színház                              | Don Carlos                                                                     |
| Dušan Kovačević | A maratonfutók tiszteletkört futnak     | 2019.           | Pesti Magyar Színház                                 | Piton Billy, a Topálovity család házi és üzleti barátja                        |
| Dan Gordon | Becéző szavak                           | 2019.           | Szentendrei Teátrum és Orlai Produkciós Iroda        |                                                                                |
| |                                         |                 |                                                      |                                                                                |

## Filmes, televíziós szerepei
- Kisváros (sorozat, 1993, 2000–2001) − Kormos Karesz
- Szelídek (tévéfilm, 1996) -
- Szomszédok (teleregény, 1996) - iskolás
- Családi nyár (tévéfilm, 1996) - Ferdi
- Karácsonyi varázslat (magyar-szlovén tévéfilm, 2000) –
- Sobri (film, 2002) – Recze Marci
- Régimódi történet (tévéjáték, 2006) – ifj. Jablonczay Kálmán
- Irodalom (kisjátékfilm, 2008) – Dobrovics
- Presszó (sorozat, 2008) - Hubi
- 20 évesek vagyunk (rövidfilm, 2009) – Illés
- versmob 0411 - a virrasztás (rövidfilm, 2011) - Patrik
- Munkaügyek (sorozat, 2013) - Kicsita
- Szabadság – Különjárat (tévéfilm, 2013) - reptéri ÁVÓ-s
- Az éjszakám a nappalod (magyar fekete komédia, 2015) - Haver[65]
- Partizánok (rövidfilm, 2016) - pedellus[66]
- Közös sziget (rövidfilm, 2017) - a lány bátyja[67]

### Szinkronszerepei
| Film/sorozat magyar címe (bemutatás éve)  | Film/sorozat eredeti címe          | Karakter              | A szinkronizált színész | Műfaj                                      |
| New Amsterdam (televíziós sorozat)        | New Amsterdam (televíziós sorozat) | Max Goodwin           | Ryan Eggold             | Amerikai filmsorozat                       |
| Kaliforniai álom (2016)                   | La La Land                         | Keith                 | John Legend             | amerikai filmdráma, musical                |
| Kötéltánc (2015)                          | The Walk                           | Philippe Petit        | Joseph Gordon-Levitt    | amerikai filmdráma                         |
| Az Éhezők Viadala - A kiválasztott (2015) | The Hunger Games: Mockingjay       | Homes                 | Omid Abtahi             | amerikai kalandfilm                        |
| Csapda (2013)                             | Snitch                             | Benicio               | J. D. Pardo             | amerikai akcióthriller                     |
| Csúf szerelem (2011)                      | Beastly                            | Kyle Kingson / Hunter | Alex Pettyfer           | amerikai filmdráma                         |
| Gyakornokok (2013)                        | The Internship                     | Sid                   | Eric André              | amerikai vígjáték                          |
| Hétköznapi pár (2011)                     | Perfect Sense                      | Michael               | Ewan McGregor           | német-angol-svéd-dán romantikus dráma      |
| A mintatanár (2011)                       | Detachment                         | Henry Barthes         | Adrien Brody            | amerikai filmdráma                         |
| Nagyfiúk 2. (2013)                        | Grown Ups 2                        | Braden                | Alexander Ludwig        | amerikai vígjáték                          |
| Project X - A buli elszabadul (2012)      | Project X                          | Dax                   | Dax Flame               | amerikai vígjáték                          |
| A Garfield-show[forrás?]                  |                                    |                       |                         |                                            |
| Határtalanul (2013)                       | Crossing Lines                     | Tommy McConnel        | Richard Flood           | francia-német-amerikai akciófilm-sorozat   |
| Elrabolva                                 | Missing                            | Fitzpatrick           | Jason Wong              | amerikai-cseh drámasorozat                 |
| Spartacus - Bosszú                        | Spartacus                          | Spartacus             | Liam McIntyre           | amerikai filmsorozat                       |
| Spartacus - Elátkozottak háborúja         | Spartacus                          | Spartacus             | Liam McIntyre           | amerikai filmsorozat                       |
| Hegylakó 3. - A mágus                     | Highlander III: The Sorcerer       | Stenn                 | Martin Neufeld          | kanadai-francia-angol kalandfilm           |
| Rabold a nőt!                             | The Abduction Club                 | Garrett Byrne         | Daniel Lapaine          | angol-francia-ír-német romantikus vígjáték |
| Az eső gyermekei                          | Les enfants de la pluie            | Tob                   | Charles Pestel          | francia-dél-koreai rajzfilm                |
| Én és Orson Welles                        | Me and Orson Welles                | Sam Leve              | Al Weaver               | angol filmdráma                            |
| Kaszinó a csatamezőn                      | Taking Chances                     | Digger Morris         | Keir O’Donnell          | amerikai vígjáték                          |
| Transz                                    | Trance                             | Riz                   | Wahab Sheikh            | angol thriller                             |
| Feketelista (2014)                        | The Blacklist                      | Donald Ressler        | Diego Klattenhoff       | amerikai akciófilm-sorozat                 |
| A 42-es (2013)                            | 42                                 | Dixie Walker          | Ryan Earl Merriman      | amerikai életrajzi dráma                   |
| Babysitting - A felvigyázó (2014)         | Babysitting                        | Franck                | Philippe Lacheau        | francia vígjáték                           |
| Soy Luna (2016)                           | Soy Luna                           | Ricardo Simonetti     | Ezequiel Rodríguez      | argentin telenovella                       |
| Trónok harca 7. évad (2017)               | Game of Thrones                    | Szürke Féreg          | Jacob Anderson          | amerikai fantasy                           |
| Rejtjelek (3. évadtól: 2018)              | Blindspot                          | Roman                 | Luke Mitchell           | amerikai krimisorozat                      |
| A csodadoktor (2021)                      | Mucize Doktor                      | Dr. Ferman Eryiğit    | Onur Tuna               | török orvosi drámasorozat                  |
| Star Wars: A Rossz Osztag (2021-2024)     | Star Wars: The Bad Batch           | Célkereszt            | Dee Bradley Baker       | 3D-s animációs sorozat                     |
| Transformers: Robots In Disguise (2015)   | Transformers: Robots In Disguise   | Sideswipe             | Darren Criss            | 3D-s számítógépes animációs akciósorozat   |

#### Engin Akyürek
| Film/sorozat magyar címe (bemutatás éve) | Film/sorozat eredeti címe | Karakter       |
| Piszkos pénz, tiszta szerelem (2017)     | Kara Para Aşk             | Ömer Demir     |
| Fatmagül (2017)                          | Fatmagül'ün Suçu Ne?      | Kerim Ilgaz    |
| A nagykövet lánya (2021)                 | Sefirin Kızı              | Sancar Efeoğlu |

## Hangjátékok
Magyar Katolikus Rádió
- Mikó Csaba: Kövérkirály – király (2016)[80]
- Rudyard Kipling, Benedek Marcell: Riki-Tiki-Tévi – felolvasó (Rádiós regénytár, 2016)[81]
- Rudyard Kipling, Benedek Marcell: A fehér fóka, 2 részben – felolvasó (Rádiós regénytár, 2016)[82]
- Kolozsvári Grandpierre Emil: Mirminyó – felolvasó (magyar népmese, 2015)[83]
- Berg Judit: Rumini, 10 részben (Varázsdoboz, 2015)[84][85]
- Balázs József, Deres Péter: Magyarok, 15 részben – Kondor Ábris (Rádiós regénytár, 2015)[86][87][88]
- Karel Čapek, Zádor András: Ingek, A költő, Az utolsó ítélet, Ítélethozatal – felolvasó (novellák, Páholy és pódium, 2015)[89]